# アスワン・ロウ・ダム
アスワン・ロウ・ダム（Aswan Low Dam）は、エジプト南端部、アスワン地区のナイル川に1902年に完成したダムで、元々はアスワン・ダム（Aswan Dam）と呼ばれていた。しかし1970年に、このダムよりも6.4 km上流に完成したアスワン・ハイ・ダム（Aswan High Dam）との区別のために、アスワン・ロウ・ダムと呼ばれるようになった。また、アスワン・ロウ・ダムは「Old Aswan Dam（古いアスワンダム）」といった呼ばれ方をする場合もある。

## 地理
エジプトの南端部のアスワン付近から、その南のスーダンにかけては、ナイル川の流路に比較的高低差が存在し、6つの流れの速い「滝」と表現される箇所（cataract）が存在した。これらのうちアスワン・ロウ・ダムは、ナイル川の河口側から見て最初の滝があった場所に建設された。この場所は、2018年現在のエジプトの首都であるカイロからは、直線距離にして南南東に約690 kmほど離れている。なお、カイロにもナイル川は流れているわけだが、カイロからナイル川の流路をたどった場合、このダムまでは、約1000 kmの航程である。

## 形式・構造・機能

### 1902年の完成時
アスワン・ロウ・ダムの堤の大部分は切り出してきた石材で作られており、表面は花崗岩で飾られていた

。
その規模は、当時において、石で作られたダムとしては、世界最大であった

。
形式は、重力式ダムである。ただし、多数の放水用の水門が並んでいる場所は、バットレスダムの形式を取っている。この水門は、ナイル川の上流から流れ込んできて、ダム湖に堆積する有機物を含んだ土砂をナイル川の下流へと捨てるために設けられており、毎年定期的に開放した。しかし、それを行っても、ダム湖の堆積物を完全に除去することは不可能であった。

### 堤の嵩上げ
1902年の完成時の堤高さでは、不充分であったことが、完成後、すぐに露呈してきた。このため、1907年から1912年にかけての改良工事で、堤の高さが5 m高くされた。しかし、それでもまだ不充分で、1929年から1933年にかけての改良工事で、さらに堤の高さは9 m上積みされた。なお、この2回目に行われた改良工事に際には、水力発電機も設置された。こうして、アスワン・ロウ・ダムは、最終的に堤の長さが1950 m、堤の高さは元々のナイル川の河床から36 mの高さになった

。
加えて、この改良工事によって、ナイル川の東にあるアスワンの市街地と、ナイル川の西にある空港とをつなぐ道路としても利用可能になった。
なお、1960年には、アスワン・ロウ・ダムの西側にアスワンダム第1水力発電所が完成した。アスワンダム第1水力発電所には、出力40 MWのカプラン水車が7基設置され、最大出力は合計で280 MWである

。

### アスワン・ハイ・ダム完成後の機能
1970年に、たった6 km上流にアスワン・ハイ・ダムが完成したことで、アスワン・ロウ・ダムが備えている水門を開放することによって、ダム湖に堆積物を除去する機能については、ほとんど有用性を失った。また、アスワン・ハイ・ダムに伴って、アスワン・ロウ・ダムが貯水できる水位も低下した。しかしながら、巨大なアスワン・ハイ・ダムの放水に伴う

、ナイル川下流の水量の激変を防止する、逆調整ダムとしての意味をアスワン・ロウ・ダムは新たに持つようになった。
さらに1985年から1986年にかけて、アスワン・ロウ・ダムの堤にアスワンダム第2水力発電所が作られた。アスワンダム第2水力発電所には、出力67.5 MWの水車が4基設置され、最大出力は合計で270 MWである

。

## 歴史

### 前史
記録に残っている中で、アスワン付近に最初にダムが建設されたのは、11世紀のことである

。
時代は下って1882年にエジプトはイギリスに支配され、イギリスは1898年にナイル川を横切るダムを建設し始めた

。これがアスワン・ダム、後の時代で言うアスワン・ロウ・ダムである。

### アスワン・ロウ・ダムの沿革
アスワン・ロウ・ダムは1898年に建設が始まり、1902年に一応の完成を見た。そして、1902年12月10日に運用が開始された

。
このダムは世界最大の石造のダムとして建設計画が進み、1902年当時においては世界最大の石造のダムであった

。
ダム建設の目的は、例年発生するナイル川の洪水を防止することと、ナイル川の流量が少なくなる乾季にも周辺地域の灌漑を行いやすくするためであった

。
1902年に完成後も、2回のわたって堤が嵩上げされており、その工事は1907年から1912年にかけてと、1929年から1933年にかけて行われた。また、2回目に行われた工事の際には、水力発電機を設置する改良も行われた。しかしながら、堤の高さに関して、砂漠気候であるエジプトでの耕地は国土面積と比較して狭く、さらに灌漑する区域を広げようとしても、この嵩上げでは足りなかった。そればかりか、1946年にはナイル川の増水に対処し切れず、貯水量が限界を突破した。そのようなこともあり、ナイル川に新たなダムを作ることが構想された。そうして調査が始められて、アスワン・ロウ・ダムの約6 km上流に、1960年に建設が始められ、1970年に完成したのがアスワン・ハイ・ダムである

。
なお、アスワン・ロウ・ダムに蓄えられた水を利用した水力発電の機能も拡充され、1960年には、アスワン・ロウ・ダムの西側にアスワンダム第1水力発電所が完成した

。
さらに1985年から1986年にかけて、アスワン・ロウ・ダムの堤にアスワンダム第2水力発電所が作られた

。